# Diócesis de Yantai
La diócesis de Yantai o de Yentai (en latín: Dioecesis Ientaevensis y en chino: 天主教烟台教区) es una circunscripción eclesiástica de la Iglesia católica en China. Se trata de una diócesis latina, sufragánea de la arquidiócesis de Jinan. Desde 1975 es sede vacante, aunque para el Anuario Pontificio está vacante desde 1970. La Asociación Patriótica Católica China en 2004 fusionó a la diócesis de Yantai la diócesis de Weihai (corresponde a la prefectura apostólica de Weihai elevada a diócesis en año desconocido), sin asentimiento de la Santa Sede.

## Territorio y organización
La diócesis extiende su jurisdicción sobre los fieles católicos de rito latino residentes en parte de la provincia de Shandong.
La sede de la diócesis se encuentra en la ciudad de Yantai, en donde se halla la Catedral de María Auxiliadora.
En 1950 en la diócesis no se reportó la existencia de parroquias.

## Historia
El vicariato apostólico de Shantung Oriental fue erigido el 27 de febrero de 1894 con el breve In hoc supremo del papa León XIII, derivando el territorio del vicariato apostólico de Shantung Septentrional (hoy arquidiócesis de Jinan).
El 3 de diciembre de 1924 tomó el nuevo nombre de vicariato apostólico de Chefoo (Zhifou) en virtud del decreto Vicarii et Praefecti de la Congregación de Propaganda Fide.
El 16 de junio de 1931 cedió una parte de su territorio para la erección de la prefectura apostólica de Yiduxian mediante el breve Nobis commissum del papa Pío XI.
El 18 de junio de 1931 cedió otra parte de su territorio para la erección de la misión sui iuris de Weihaiwei (hoy prefectura apostólica de Weihai) mediante el breve Litteris Apostolicis del papa Pío XI.
El 11 de abril de 1946 el vicariato apostólico fue elevado a diócesis con la bula Quotidie Nos del papa Pío XII.
En octubre de 1947 el Partido Comunista de China capturó Yantai, se impuso en la guerra civil y proclamó la República Popular China el 1 de octubre de 1949. El 4 de septiembre de 1951 China comunista expulsó al nuncio apostólico Antonio Riberi y la Santa Sede continuó reconociendo a la República de China en Taiwán como el legítimo gobierno chino. Todos los misioneros extranjeros fueron expulsados de China comunista en 1952.
La Asociación Patriótica Católica China fue creada con el apoyo de la Oficina de Asuntos Religiosos de la República Popular de China en 1957, con el objetivo de controlar las actividades de los católicos en China. Su nombre público es Iglesia católica china y es referida como la "Iglesia oficial" en contraposición a la "Iglesia subterránea" o "Iglesia clandestina" leal a la Santa Sede.
En el período de 1966 a 1976 la Revolución Cultural se ensañó especialmente contra la religión, destruyéndose numerosas iglesias y cesaron todas las actividades religiosas en la diócesis. La diócesis reasumió sus actividades en la década de 1980.
Desde 1997 el obispo "clandestino" de la diócesis era como administrador apostólico Giovanni Gao Kexian, que ya era obispo clandestino de Zhoucun desde 1993. El 11 de septiembre de 2004 la oficina de prensa de la Santa Sede anunció su muerte en prisión, ocurrida a finales de agosto de ese año. Otras fuentes, en cambio, anunciaron su muerte, ocurrida en el hospital, el 25 de enero de 2005.
La Asociación Patriótica Católica China en 2004 fusionó a la diócesis de Yantai la diócesis de Weihai (corresponde a la prefectura apostólica de Weihai elevada a diócesis en año desconocido), sin asentimiento de la Santa Sede.
El 22 de septiembre de 2018 se firmó en Pekín el Acuerdo provisional entre la Santa Sede y la República Popular de China sobre el nombramiento de los obispos. El 22 de octubre de 2020 el acuerdo fue prorrogado por otros dos años y en octubre de 2022 por otros dos años más. La oficialización de Jin Yangke como obispo de Ningbo (en el marco del acuerdo de 2018 entre China y la Santa Sede) llegó el 18 de agosto de 2020.
Debido a la situación particular de la Iglesia católica en China, la Santa Sede no nombra obispos para las diócesis chinas, que son sedes oficialmente vacantes incluso en presencia de obispos reconocidos por Roma.

## Estadísticas
Según el Anuario Pontificio 1951 la diócesis tenía a fines de 1950 un total de 2072 fieles bautizados.
| Año                                                                             | Población            | Población | Población      | Sacerdotes | Sacerdotes    | Sacerdotes    | Bautizados por sacerdote | Diáconos permanentes | Religiosos | Religiosos | Parroquias |
| Año                                                                             | Bautizados católicos | Total     | % de católicos | Total      | Clero secular | Clero regular | Bautizados por sacerdote | Diáconos permanentes | Varones    | Mujeres    | Parroquias |
| ------------------------------------------------------------------------------- | -------------------- | --------- | -------------- | ---------- | ------------- | ------------- | ------------------------ | -------------------- | ---------- | ---------- | ---------- |
| 1950                                                                            | 2072                 | 4 000     | 0.1            | 21         | 16            | 5             | 98                       |                      |            | 33         |            |
| Fuente: Catholic-Hierarchy, que a su vez toma los datos del Anuario Pontificio. |                      |           |                |            |               |               |                          |                      |            |            |            |

## Episcopologio
- Césaire Shang, O.F.M. † (6 de mayo de 1894-9 de septiembre de 1911 falleció)
- Adéodat-Jean-Roch Wittner, O.F.M. † (9 de septiembre de 1911 por sucesión-1 de diciembre de 1936 falleció)
- Louis Prosper Durand, O.F.M. † (14 de junio de 1938-20 de enero de 1950 renunció)
- Alphonsus Tsung Huai-mo, O.F.M. † (14 de junio de 1951-1975 falleció)
  - Sede vacante
  - Zhang Ri-jin † (abril de 1960 consagrado-1970? falleció)
  - Giovanni Gao Kexian † (1997-24 de enero de 2005 falleció) (administrador apostólico clandestino)